# Желобок (Сумская область)
Желобок (укр. Жолобок) — село,
Жовтневенский поселковый совет,
Белопольский район,
Сумская область,
Украина.
Код КОАТУУ — 5920655306. Население по переписи 2001 года составляло 143 человека .

## Географическое положение
Село Желобок находится на расстоянии в 4 км от реки Вир.
На расстоянии до 2-х км расположены село Сушилино, посёлок Калиновка и пгт Николаевка.
Рядом с селом находится большое озеро.
В 1-м км от села проходит газопровод Уренгой-Ужгород.
Рядом проходит автомобильная дорога Т-2504.